# ليون هارت (لاعب كرة قدم أمريكية)
ليون هارت (بالإنجليزية: Leon Hart) هو لاعب كرة قدم أمريكية أمريكي، ولد في 2 نوفمبر 1928 في بنسيلفانيا في الولايات المتحدة، وتوفي في 24 سبتمبر 2002 في ساوث بند في الولايات المتحدة.

## وصلات خارجية
- ليون هارت على موقع مرجع كرة القدم المحترفة.كوم (الإنجليزية)
- ليون هارت على موقع إن إن دي بي (الإنجليزية)